# 구종 (야구)
구종(球種)은 투구의 종류를 말한다. 구질(球質)은 야구에서 투수가 던지는 공(투구)의 다양한 성질을 일컫는 말이다. 투수는 다양한 구질로 야구공을 던질 수 있으며, 각각의 구질은 공의 속도, 움직임, 궤적, 때로는 팔의 각도 등이 미묘하게 서로 다르다. 이러한 변형은 타자를 여러 가지 방법으로 혼란시켜서, 마침내는 타자나 주자를 아웃시키기 위해 야구에 도입되었다.
쥐는 법과 던지는 방식에 따라 공의 솔기와 공기의 마찰이 달라지며, 이는 공 주변에 기압차를 형성하므로 공은 날아가는 도중에 궤적이 바뀐다. 따라서 투수가 이것을 매번 교묘하게 바꾸면 타자는 공을 치기 어려워진다.
구질은 야구뿐만 아니라  테니스나 탁구와 같은 여러 구기에서 치거나 던지는 공의 성질을 일컫는 말로도 쓰인다. 또한 야구에서도 투수가 던진 공뿐만 아니라 타자가 친 공을 설명할 때에도 구질이라는 말을 쓰기도 한다.
구종과 구질은 미묘하게 차이가 있는데, 구종은 단순히 투구의 종류라면, 구질은 투수의 신체적 특징으로 인해 발생하는 투구의 궤적에 따라 구분되는 공의 종류이다.

## 종류

### 속구/패스트볼
속구(패스트볼)는 야구에서 가장 일반적인 구종으로서, 가장 익히기도 쉬우며, 알려진 프로 투수 가운데 어떤 형태로든 속구를 던지지 않는 투수는 없다. 가장 간단한 속구는 직선으로 매우 빠르게 던지는 포심 패스트볼이다. 커터, 스플리터, 마심 등 속구에 움직임을 덧붙인 구종도 있다. 일반적인 속구의 종류는 다음과 같다.
- 투심 패스트볼
  - 스플리터
  - 커터(컷 패스트볼)
  - 싱커(싱킹 패스트볼)

- 포심 패스트볼(직구): 많은 사람들이 속구를 '직구(直球)'라고 잘못 부르지만, '곧게 날아가는 공'은 속구 중에서 포심 패스트볼 밖에 없다.

### 변화구/브레이킹 볼
변화구는 날아가는 도중에 어떤 방향으로 움직이는 구종으로, 움직임은 주로 공의 회전 때문에 생겨난다. 이를 통해 공을 치기 어렵게 만들거나 타자를 혼란시킨다. 대부분의 변화구는 홈플레이트 근처에서 속도가 떨어지기 때문에 휘어진다. 가장 일반적인 변화구들은 다음과 같다.
- 슬라이더
- 커브
  - 너클 커브
  - 파워 커브
  - 슬러브
  - 슬로우커브
- 스크류볼
- 12-6커브

### 체인지업
체인지업을 때때로 변화구의 일종으로 분류하기도 하지만, 변화구의 정의는 진행 방향이 변화하는 공이므로 체인지업은 여기에 포함되지 않는다. 공의 움직임을 통해 타자를 혼란시키는 변화구와 달리, 체인지업은 공의 속도를 통해 타자를 혼란시키기 때문이다. 일반적으로 체인지업은 투구 자세가 속구와 똑같아 보이지만 속도가 속구보다 시속 20 킬로미터 정도 느리기 때문에 타자가 공이 오기도 전에 방망이를 휘두르게 만든다. 대표적인  체인지업의 종류는 다음과 같다.
- 체인지업
  - 서클 체인지업
  - 손끝 체인지업
  - 스리핑거 체인지업
  - 팜볼

## 같이 보기
- 너클볼
- 자이로볼
- 이퍼스볼
- 스크루볼